# Френк Атран
Френк Атран (він же Соломон Самуїлович Атран, Ефроїм Залман Атран, 24 вересня 1885 — 11 червня 1952) — підприємець, філантроп. 

## Життєпис
Народився  в місті Сміла Київської губернії в сім'ї торгівця текстилем Самуїла Атрана та Двори Заславської. У молодості був соціалістом-революціонером. У 1916 році заснував компанію з виробництва панчіх «Etam».
Після жовтневих подій 1917 року емігрував у Бельгія, а  в 1925 році — у Берлін. Займався виготовленням та продажем текстилю. Потім перевів бізнес у Францію. До середини 30-их років, крім згаданої панчішної фабрики, мав мережу із 50 магазинів жіночого одягу у Франції та Бельгії.
У 1940 році переїхав у Сполучені Штати Америки, побоюючись нацистських погромів. Продовжив успішно займатися бізнесом і там: крім звичного напрямку, працював у сфері нерухомості. 
Помер 11 червня 1952 року у Нью-Йорк. Похований на кладовищі Нью-Маунт-Кармель у Квінсі.

## Філантропічна діяльність
У 1945 році заснував філантропічну організацію «Atran Foundation», яка займалася благодійністю. У 1950 році пожертвував 1 млн доларів на будівництво лабораторного корпусу лікарні на горі Скопус (Ізраїль). Таку ж суму передав лікарні «Маунт Сінай» у Нью-Йорку. 
У 1952 році Френк Атран став ініціатором відкриття кафедри єврейської мови, літератури і культури в Колумбійському університеті. 
Також подарував 5-поверхове приміщення Єврейському трудовому комітету.
Піклувався про письменників-емігрантів, виплачував пожиттєву пенсію чотирьом із них, зокрема Іван Бунін та Теффі (Надія Олександрівна Лохвицька).